# Torreornis inexpectata
Il passero di Zapata (Torreornis inexpectata Barbour e J. L. Peters, 1927), unica specie del genere Torreornis Barbour e J. L. Peters, 1927, è un uccello della famiglia dei Passerellidi originario di Cuba.

## Descrizione
Il passero di Zapata misura circa 16,5 cm di lunghezza. Il piumaggio delle regioni superiori è grigio-oliva, la sommità del capo è di colore marrone-rossastro scuro, la gola, delimitata da due strisce scure a mo' di «baffi», è bianca, mentre il resto delle regioni inferiori è di colore giallo chiaro. Gli esemplari immaturi sono più scuri e sono privi della colorazione marrone-rossastra sul capo. Le ali sono brevi e arrotondate.

## Biologia
Generalmente viene avvistato in coppie o in gruppi di tre esemplari, ma occasionalmente anche in stormi più numerosi, di 10-12 individui.

### Canto
Il canto è costituito da una serie di brevi e acuti trilli metallici emessi a intervalli, tziii-tzziii-tzziii..., e da una serie di tic-tic-tic meno elevati. Durante la stagione della nidificazione l'uccello emette una serie di lunghe note elevate, tzi, tzi, tziii-tzzii, zu, zu, zu..., terminanti con una nota più profonda. Le coppie cantano in duetti. 

### Alimentazione
Durante la stagione secca sembra nutrirsi preferibilmente di semi e fiori, ma durante la stagione delle piogge cattura anche insetti, ragni, chiocciole e loro uova, e addirittura piccole lucertole. 

### Riproduzione
Il nido viene costruito tra i cespi d'erba e la stagione della nidificazione va da marzo a giugno.

## Tassonomia
Attualmente vengono riconosciute tre sottospecie di passero di Zapata:
- T. i. inexpectata Barbour e J. L. Peters, 1927 (Cuba sud-occidentale);
- T. i. sigmani M. J. Spence e B. L. Smith, 1961 (Cuba sud-orientale);
- T. i. varonai Regalado Ruiz, 1981 (Cayo Coco, al largo delle coste centro-settentrionali di Cuba).

## Distribuzione e habitat
Il passero di Zapata vive in tre distinte regioni dell'isola di Cuba: la sottospecie T. i. inexpectata è presente con una popolazione stabile di oltre 250 esemplari in una piccola area della palude di Zapata; anche la sottospecie T. i. varonai, pur occupando un areale limitato all'isola di Cayo Coco, nell'arcipelago di Camagüey, è abbastanza numerosa; la sottospecie T. i. sigmani, invece, è la più rara: è presente unicamente lungo una breve fascia della costa sud-orientale della Provincia di Guantánamo, dove ne rimangono solo 110-200 esemplari; studi più recenti, tuttavia, sembrano indicare che occupi un areale più vasto e che sia più numerosa di quanto creduto in precedenza (forse 600-700 esemplari).
Il passero di Zapata vive nelle praterie cespugliose, nelle zone di vegetazione costiera xerofita e nelle formazioni di mangrovie.
È stato scoperto dallo zoologo spagnolo Fermín Zanón Cervera nel marzo del 1927 nei pressi del villaggio di Santo Tomás, nella palude di Zapata, ed è stato descritto dall'erpetologo americano Thomas Barbour e da un suo compatriota, l'ornitologo James Lee Peters.
Cervera aveva accompagnato Barbour durante alcune precedenti visite a Cuba, e quando quest'ultimo udì voci riguardanti la presenza di strani uccelli nell'area di Zapata inviò lo spagnolo a effettuare una serie di viaggi nella regione; fu proprio nel corso di uno di questi viaggi che venne scoperto il passero.

## Conservazione
La IUCN Red List classifica Torreornis inexpectata come specie in pericoo di estinzione (Endangered).
Le principali minacce per il passero di Zapata sono gli incendi che scoppiano durante la stagione secca, la bonifica delle zone umide, la distruzione dell'habitat dovuta alle pratiche agricole e, per quanto riguarda la sottospecie presente su Cayo Coco, dal turismo. La popolazione totale viene stimata sui 600-1700 esemplari.